# انور دیبا
انور دیبا (انگلیسی: Anouar Diba؛ زادهٔ ۲۷ فوریهٔ ۱۹۸۳) بازیکن فوتبال اهل مراکش است.
از باشگاه‌هایی که در آن بازی کرده‌است می‌توان به باشگاه ورزشی الخریطیات، باشگاه فوتبال توئنته، باشگاه ورزشی الوکره، باشگاه ورزشی الدحیل، باشگاه فوتبال ناک بردا، و باشگاه فوتبال النصر امارات اشاره کرد.
وی همچنین در تیم ملی فوتبال مراکش بازی کرده‌است.